# Humanoid (Accept)
Humanoid è il diciassettesimo album in studio del gruppo musicale tedesco Accept, pubblicato nel 2024.

## Tracce
1. Diving into Sin – 4:00
2. Humanoid – 4:35
3. Frankenstein – 4:14
4. Man Up – 5:08
5. The Reckoning – 4:34
6. Nobody Gets Out Alive – 4:06
7. Ravages of Time – 4:15
8. Unbreakable – 4:53
9. Mind Games – 4:05
10. Straight Up Jack – 3:27
11. Southside of Hell – 4:56

## Formazione
- Mark Tornillo – voce
- Wolf Hoffmann – chitarra solista
- Uwe Lulis – chitarra
- Philip Shouse – chitarra
- Martin Motnik – basso
- Christopher Williams – batteria